# 1769 Carlostorres
1769 Carlostorres (1966 QP) là một tiểu hành tinh vành đai chính được phát hiện ngày 25 tháng 8 năm 1966 bởi Pereyra, Z. ở Córdoba.